# Gilbert Durand
Gilbert Durand (1 de maig de 1921, Chambéry – 7 de desembre de 2012, Moye) va ser un antropòleg, mitòleg, iconòleg i crític d'art francès, creador de la mitocrítica o mitodologia.

## Biografia
Professor emèrit de la Universitat de Grenoble, on va impulsar la creació del Centre de Recherches sur I´lmaginaire el 1966, deixeble confés del pensador francès Gaston Bachelard (1884-1962), va crear una teoria de la imaginació simbòlica i material centrada en els elements primordials de la cosmogonia d'Empèdocles, terra, aire, aigua i foc, influït també pels treballs psicoanalítics de Carl Gustav Jung (1875-1961) i la seva teoria de l'inconscient col·lectiu (reserva d'imatges primordials o arquetips). Conforme a ella va proposar un innovador enfocament mitològic i arquetípic de la imaginació creadora, amb reconegudes aplicacions en el camp de l'estètica, la iconologia, la iconografia i la crítica literària. Algunes de les seves obres són La imaginació simbòlica; Mite i societat; La mitoanàlisi i la sociologia de les profunditats; Imaginari i pedagogia i la seva gran obra, Les structures anthropologiques de l'imaginaire (1960).
Per Durand, en la seva actuació sociològica i cultural, l'ésser humà està dotat d'una inqüestionable facultat simbolitzadora; per tant, la creació artística i literària no ha de ser concebuda fora d'una poètica de l'imaginari, que interpreta els símbols i les imatges recurrents com a projeccions inconscients dels arquetips en què es configuren les profunditats de l'inconscient col·lectiu. En aquest context d'una perspectiva imagético-temàtica, es deu a Durand una notable i integradora temptativa de classificació taxonòmica de les imatges del sistema antropològic a partir dels arquetips col·lectius, agrupant-les en dos règims, diürn i nocturn, i tres reflexos dominants, posició, digestiu i rítmic o copulatiu. Com aquesta perspectiva mitocrítica i aquest atles antropològic de la imaginació humana està en el deixant de les aportacions de la Psicoanàlisi, del Surrealisme i de la fenomenologia bachelardiana, Durand va procurar argumentar contra la desvaloració ontològica de la imatge i de l'imaginari així com contra els excessos formals de l'Estructuralisme dels anys seixanta i setanta. La seva obra teòrica es vincula amb l'Escola de Eranos (C. G. Jung, Mircea Eliade, Joseph Campbell, Herbert Read, Henry Corbin, Erich Neumann, Karl Kerényi).
Va morir el 7 de desembre de 2012 als 91 anys.

## Obres
- Les structures anthropologiques de l'imaginaire. Paris: Dunod, 1960. (Primera edició, Paris, P.U.F.).
- Le décor mythique de la Chartreuse de Parme, Paris, José Corti, 1961.
- L'imagination symbolique, Paris, PUF (1a edició el 1964).
- Sciences de l'homme et tradition: le nouvel esprit anthropologique, Paris, Albin Michel (1a ed. Tête de feuille-Sirac, Paris, 1975).
- Figures mythiques et visages de l'œuvre: de la mythocritique à la mythanalyse. Paris: Berg International, 1979.
- L'âme tigrée. Paris: Denoël, 1980.
- La foi du cordonnier. Paris: Denoël, 1984.
- Beaux-arts et archétypes: la religion de l'art. Paris: P.U.F., 1989.
- L'imaginaire. Essai sur les sciences et la philosophie de l'image. Paris: Hatier, 1994.
- Introduction à la mythodologie: mythes et sociétés. Paris: Albin Michel, 1996.
- Champs de l'imaginaire. Textes réunis par Danièle Chauvin. Grenoble: Ellug, 1996.
- Les mythes fondateurs de la franc-maçonnerie. Paris: Dervy, 2002.
- Structures, La Table Ronde, 2003.

En col·laboració:
- & Simone Vierne, Le mythe et le Mythique, Paris, Albin Michel, 1987. (http://www.ccic-cerisy.asso.fr/mytheTM87.html)
- & Sun Chaoying, Mythes, thèmes et variations, Paris, Desclée de Brouwer, 2000.